# سريان العراق

العلم السرياني.

سريان العراق هم العراقيون من أتباع الكنيستين السريانية الأرثوذكسية والسريانية الكاثوليكية. يتحدث عدد من السريان العراقيين اللغة السريانية كلغة أم في حين أن نسبة كبيرة منهم تتحدث العربية كلغة رئيسية دون غيرها. يجدر الذكر ان اللغة السريانية هي اللغة الطقسية للكنيسة السريانية. وتعتبر الكنيسة السريانية الأرثوذكسية أحد الكنائس الرئيسية في العراق من حيث عدد أتباعها حيث يعتبرها البعض ثاني أكبر كنيسة من حيث عدد الأتباع في العراق بعد الكنيسة الكلدانية الكاثوليكية. ويتواجد السريان من الأرثوذكس والكاثوليك في الموصل وسهل نينوى (بغديده قره قوش) وهي أكبر تجمع لهم إضافة إلى بغداد وكركوك والبصرة وسنجار وأربيل والعمارة.